# Louise Gignac
Louise Gignac, parfois Marie-Louise Gignac, née à Québec le 22 avril 1881 et morte à Québec le 2 février 1965, est une artiste peintre québécoise. Elle a été l’une des élèves de Charles Huot. 

## Biographie
Née le 22 avril 1881 à Sillery, maintenant un quartier de Québec, Marie Louise Allice Gignac est la fille d'Olivier Gignac, entrepreneur, et de Philomène Boisvert. Elle étudie sous l'influence de Charles Huot avec lequel elle aurait collaboré sur les croquis en vue de la confection des costumes pour le tricentenaire de Québec en 1908. En 1934, elle organise une exposition personnelle afin de mettre ses œuvres en valeur. Lors de l'événement, elle expose deux peintures qui laissent supposé un séjour à Alger. À l'exposition de l'École des beaux-arts de Québec, en mars 1937, elle envoie cinq tableaux dont Rue de Bonhomme-de-Bois, Honfleur,,. 
Elle meurt à Québec le 2 février 1965.

## Œuvres
- Vieille maison de l'Île d'Orléans, vers 1900, huile sur toile, 20 x 28,2 cm, Musée de la civilisation, collection du Séminaire de Québec[6].
- L'Hôtel Chevalier à Québec, vers 1910, huile sur toile, 25,5 x 35,4 cm, Musée national des beaux-arts du Québec[7].
- Mai dans Charlevoix, vers 1929-1930, huile sur panneau, 25 x 16,5 cm.
- Chapelle du village, 1930, huile sur panneau, 16 x 11 cm.
- Maison île d'Orléans, 1930, huile sur panneau, 20 x 15 cm.
- L'Église de Sillery, 1936?, huile sur toile collée sur carton, 24,4 x 16 cm, Musée national des beaux-arts du Québec[8].
- La Maison Poulin à Giffard, Québec, 1936?, huile sur carton, 29,8 x 43,6 cm, Musée national des beaux-arts du Québec[9].
- La Tour Martello, Québec, 1936?, huile sur panneau de fibre de bois, 25 x 31 cm, Musée national des beaux-arts du Québec[10].
- Étude d'automne, 1936?, huile sur toile marouflée sur carton, 21,7 x 27 cm, Musée national des beaux-arts du Québec[11].
- Le Petit Fournil, 1936?, huile sur toile marouflée sur carton , 31 x 30 cm, Musée national des beaux-arts du Québec[12].
- Marine, vers 1940, huile sur toile, 60 x 80 cm[13].
- Sunlit Quebec Cottage, huile sur carton, 14 x 19,7 cm
- Ile d'Orléans, huile sur toile collée sur carton, 11 x 18 cm

## Expositions
- 1934 : exposition individuelle, Québec[4].
- 1937 : Salon de l'École des beaux-arts de Québec, mars[14].

## Musées et collections publiques
- Musée de la civilisation[15]
- Musée national des beaux-arts du Québec[16].